# Powiat de Świecie
Le powiat de Świecie (en polonais : powiat świecki) est un powiat appartenant à la Voïvodie de Couïavie-Poméranie dans le centre-nord de la Pologne.

## Division administrative
Le powiat comprend 11 communes :
- 2 communes urbaines-rurales : Nowe et Świecie ;
- 9 communes rurales : Bukowiec, Dragacz, Drzycim, Jeżewo, Lniano, Osie, Pruszcz, Świekatowo et Warlubie.